# Snooker-Saison 1993/94
Zur Snooker-Saison 1993/1994 gehörten 19 Snooker-Profiturniere, die zwischen dem 22. September 1993 und dem WM-Finale am 2. Mai 1994 ausgetragen wurden.
Zum dritten Mal in Folge gewann der Schotte Stephen Hendry den Weltmeistertitel und mit zwei weiteren Turniersiegen und zwei zweiten Plätzen verteidigte er Platz 1 in der Snookerweltrangliste. Der spätere mehrmalige Weltmeister Ronnie O’Sullivan konnte seine ersten Turniersiege auf der Snooker Main Tour feiern und der Thailänder James Wattana sein Heimturnier – die Thailand Open – erstmals gewinnen.
Die eine Saison zuvor eingeführte Regel, Turniere mit Minor-Ranking-Status (also 0,1-facher Wertigkeit für die Snookerweltrangliste im Vergleich zu einem normalen Ranglistenturnier) auszustatten, wurde wieder abgeschafft. Die Strachan Challenges und die Benson & Hedges Championship, die ein Jahr zuvor als Minor-Ranking-Turnier angesetzt worden waren, wurden zum Non-Ranking-Turnier herabgestuft. In der Folgesaison 94/95 wurden die Strachan Challenges dann ganz abgeschafft.

## Saisonergebnisse
Die folgende Tabelle zeigt die Saisonergebnisse.
| Datum                                | Turnier                        | Austragungsort | Art                   | Sieger            | Finalgegner       | Ergebnis |
| 1. August 1993                       | Pot Black                      | Birmingham     | Einladungsturnier     | Steve Davis       | Mike Hallett      | 2:0      |
| 22. September bis 26. September 1993 | Scottish Masters               | Motherwell     | Einladungsturnier     | Ken Doherty       | Alan McManus      | 10:9     |
| 4. Oktober bis 10. Oktober 1993      | Dubai Classic                  | Dubai          | Weltranglistenturnier | Stephen Hendry    | Steve Davis       | 9:3      |
| 18. Oktober bis 31. Oktober 1993     | Grand Prix                     | Reading        | Weltranglistenturnier | Peter Ebdon       | Ken Doherty       | 9:6      |
| 6. November bis 10. November 1993    | Benson and Hedges Championship | Glasgow        | Non-Ranking-Turnier   | Ronnie O’Sullivan | John Lardner      | 9:6      |
| 12. November bis 28. November 1993   | UK Championship                | Preston        | Weltranglistenturnier | Ronnie O’Sullivan | Stephen Hendry    | 10:6     |
| Dezember 1993                        | Kings Cup                      | Bangkok        | Einladungsturnier     | James Wattana     | Darren Morgan     | 8:3      |
| 12. Dezember bis 19. Dezember 1993   | European Open                  | Antwerpen      | Weltranglistenturnier | Stephen Hendry    | Ronnie O’Sullivan | 9:5      |
| 1. Halbjahr 1994                     | Matchroom League               | vers.          | Einladungsturnier     | Stephen Hendry    | John Parrott      | 10:7     |
| 30. Januar bis 5. Februar 1994       | Welsh Open                     | Newport        | Weltranglistenturnier | Steve Davis       | Alan McManus      | 9:6      |
| 6. Februar bis 13. Februar 1994      | Masters                        | London         | Einladungsturnier     | Alan McManus      | Stephen Hendry    | 9:8      |
| 13. Februar bis 19. Februar 1994     | International Open             | Bournemouth    | Weltranglistenturnier | John Parrott      | James Wattana     | 9:5      |
| 18. Februar bis 27. Februar 1994     | Strachan Challenge – Event 1   | Aldershot      | Non-Ranking-Turnier   | Anthony Hamilton  | Andy Hicks        | 9:4      |
| 4. März bis 12. März 1994            | Thailand Open                  | Bangkok        | Weltranglistenturnier | James Wattana     | Steve Davis       | 9:7      |
| 12. März bis 20. März 1994           | Strachan Challenge – Event 2   | Leicester      | Non-Ranking-Turnier   | Anthony Hamilton  | Paul Davies       | 9:4      |
| 22. März bis 27. März 1994           | Irish Masters                  | Kildare        | Einladungsturnier     | Steve Davis       | Alan McManus      | 9:8      |
| 30. März bis 7. April 1994           | British Open                   | Plymouth       | Weltranglistenturnier | Ronnie O’Sullivan | James Wattana     | 9:4      |
| 16. April bis 2. Mai 1994            | Snookerweltmeisterschaft       | Sheffield      | Weltranglistenturnier | Stephen Hendry    | Jimmy White       | 18:17    |
| 7. Mai bis 14. Mai 1994              | Pontins Professional           | Prestatyn      | Non-Ranking-Turnier   | Ken Doherty       | Nigel Bond        | 9:5      |

## Weltrangliste
Die Snookerweltrangliste wird nur nach jeder vollen Saison aktualisiert und berücksichtigt die Leistung der vergangenen zwei Saisons. Die folgende Tabelle zeigt die 32 besten Spieler der Weltrangliste der Saison 1993/94; beruht also auf den Ergebnissen der Saisons 91/92 und 92/93. In den Klammern wird jeweils die Vorjahresplatzierung angegeben.
| Platz 1 – 8 | Platz 1 – 8         | Platz 9 – 16 | Platz 9 – 16       | Platz 17 – 24 | Platz 17 – 24       | Platz 25 – 32 | Platz 25 – 32            |
| ----------- | ------------------- | ------------ | ------------------ | ------------- | ------------------- | ------------- | ------------------------ |
| 1           | Stephen Hendry (1)  | 9            | Nigel Bond (9)     | 17            | Gary Wilkinson (8)  | 25            | Joe Swail (53)           |
| 2           | John Parrott (2)    | 10           | Darren Morgan (16) | 18            | Alain Robidoux (23) | 26            | Joe Johnson (19)         |
| 3           | Jimmy White (3)     | 11           | Ken Doherty (21)   | 19            | Mike Hallett (17)   | 27            | Mick Price (??)          |
| 4           | Steve Davis (4)     | 12           | Martin Clark (12)  | 20            | Tony Drago (24)     | 28            | Dean Reynolds (19)       |
| 5           | James Wattana (7)   | 13           | Steve James (10)   | 21            | Peter Ebdon (47)    | 29            | Tony Jones (22)          |
| 6           | Alan McManus (13)   | 14           | Neal Foulds (5)    | 22            | Dene O’Kane (18)    | 30            | Doug Mountjoy (26)       |
| 7           | Willie Thorne (15)  | 15           | Dennis Taylor (11) | 23            | Tony Knowles (31)   | 31            | Mark Johnston-Allen (31) |
| 8           | Terry Griffiths (6) | 16           | David Roe (32)     | 24            | Mark Bennett (27)   | 32            | Jason Ferguson (62)      |